# Nandembo
Nandembo ist ein Verwaltungsbezirk (Ward) des Distrikts Tunduru in der tansanischen Region Ruvuma.

## Geografie
Nandembo liegt im Süden von Tansania etwa 20 Kilometer Luftlinie nordwestlich der Distrikthauptstadt Tunduru. Die Grenze im Norden bildet der Fluss Nampungu. Der Bezirk grenzt im Norden an Ligunga, im Osten an Masonya und Nakayaya, im Süden an Kidodoma und im Westen an Nampungu. Bei der Volkszählung 2022 lebten 9606 Menschen in 2939 Haushalten auf einer Fläche von 200 Quadratkilometern.

## Gliederung
Der Bezirk besteht aus sechs Gemeinden (Mtaa) mit 32 Orten (Kitongoji):
| Nandembo - Sekondari - Nandembo - Songambele | Majala - Migelegele A - Migelegele B - Msikitini A - Msikitini B | Naluwale - Nalasi - Matipa - Msikitni - Lulanga - Mshamu - Maua - Mandunda A - Mandunda B | Tumaini - Msikitini - Msimbazi - Tuleane | Amka - Angalia - Ofisini - Undendeule - Stendi A - Stendi B - Godown | Nangunguru - Songambele - Nampungu - Shuleni - Nangunguru - Mchangani - Tumaini - Nampungu A - Nampungu B |

## Wirtschaft und Infrastruktur
- Bildung: Die Nandembo Secondary School ist eine staatliche weiterführende Schule, in der knapp 200 Mädchen und Burschen bis zur 4. Stufe ausgebildet werden.[9]
- Gesundheit: In der Gemeinde Nandembo liegt eine private, in Majala eine staatliche Apotheke.[10][11]
- Verkehr: Den Bezirk quert die asphaltierte Nationalstraße T6, die im Westen in die Regionshauptstadt Songea und nach Osten nach Mtwara am Indischen Ozean führt.[12]

## Sonstiges
Die Pfarrgemeinde Halverde unterhält eine Partnerschaft mit Nandembo.